# Contrières

Contrières este o comună în departamentul Manche, Franța. În 2009 avea o populație de 383 de locuitori.